# Ахмед Ниязи бей
Ахмед Ниязи бей Реснели (на турски: Resneli Ahmet Niyazi Bey; на албански: Ahmet Njazi Bej Resnja) е османски военен и политик, младотурчин, дал начало на Младотурската революция в 1908 година.

## Биография
Ниязи бей е роден в град Ресен, Македония в 1873 година и затова носи прякора Реснели, тоест Ресенчанинът. По произход е албанец.
Влиза в армията и достига до чин втори майор (кол агасъ). Назначен е за организатор на противочетническите акции в охридския регион. Охридчанинът Петър Карчев пише:
| „ | Ниязи ефенди беше родом от близкия градец Ресен и говореше на нашия роден език като същински българин. | “ |

Ниязи бей се свързва с битолския Комитет за единство и прогрес и става видна фигура в малкия ресенски младотурски комитет. На 3 юли 1908 година Ниязи бей излиза с отделението си от Ресен и дава начало на Младотурската революция.
В 1909 година в Битоля е назначен за председател на комисията по преследване на четите. Ниязи бей събира мухаджирски данък от турските села за настаняване на бежанците мюсюлмани от Босна.
Ниязи бей е убит във Вльора на 17 април 1913 година от охраната на султана на път за Цариград.
Сараят на Ниязи бей в Ресен, строен от 1904 до 1912 година, е забележителен архитектурен паметник, който от 1978 година функционира като дом на културата.